# Дмитрушківська сільська рада
Дмитру́шківська сільська́ ра́да — адміністративно-територіальна одиниця та об'єднана територіальна громада орган місцевого самоврядування в Уманському районі Черкаської області. Адміністративний центр — село Дмитрушки.

## Загальні відомості
- Населення села: 2 044 особи (станом на 2001 рік)
- Населення села: 2 045 особи (станом на 01.2019)

## Населені пункти
Сільській раді були підпорядковані населені пункти:
- с. Дмитрушки;
- с. Старі Бабани;
- с. Гереженівка;
- с. Собківка;
- с. Гродзеве;
- с. Пугачівка;
- с. Сушківка;
- с. Доброводи;
- с. Танське;
- с. Косенівка;
- с. Степківка;
- с. Заячківка.

## Склад ради
Рада складалася з 16 депутатів та голови.
- Голова ради: Шевчук Тетяна Борисівна
- Секретар ради: Бень Людмила Валеріївна

### Керівний склад попередніх скликань
| Прізвище, ім'я, по батькові | Основні відомості                                                                       | Дата обрання | Дата звільнення |
| --------------------------- | --------------------------------------------------------------------------------------- | ------------ | --------------- |
| Присяжнюк Андрій Адамович   | Сільський голова, 1950 року народження, освіта середня спеціальна, безпартійний         | 26.03.2006   | 31.10.2010      |
| Присяжнюк Андрій Адамович   | Сільський голова, 1950 року народження, освіта середня спеціальна, член Партії регіонів | 31.10.2010   | 19.09.2013      |
| Нагорний Сергій Дмитрович   | Сільський голова, 1973 року народження, освіта середня загальна, безпартійний           | 25.05.2014   | 23.12.2018      |
| Шевчук Тетяна Борисівна     | Сільський голова                                                                        | 23.12.2018   |                 |

Примітка: таблиця складена за даними сайту Верховної Ради України

### Депутати
За результатами місцевих виборів 2010 року депутатами ради стали:

#### За суб'єктами висування
| Суб'єкт висування | Кількість обраних депутатів | %    |
| ----------------- | --------------------------- | ---- |
| Партія регіонів   | 10                          | 62,5 |
| Самовисування     | 6                           | 37,5 |

#### За округами
| № округу        | Прізвище, ім'я, по батькові   | Дата визнання обраним | Освіта             | Партійна приналежність                        | Відомості про обраного депутата                          |
| --------------- | ----------------------------- | --------------------- | ------------------ | --------------------------------------------- | -------------------------------------------------------- |
| Партія регіонів |                               |                       |                    |                                               |                                                          |
| 1               | Захаренко Надія Анатоліївна   | 01.11.2010            | вища               | позапартійна                                  | ДНЗ «Каштан» с. Дмитрушки, завідувачка                   |
| 3               | Діденко Галина Василівна      | 01.11.2010            | вища               | позапартійна                                  | Дмитрушківська загальноосвітня школа І-ІІІ ст., вчитель  |
| 4               | Нетупський Анатолій Іванович  | 01.11.2010            | вища               | член Партії регіонів                          | Дмитрушківська загальноосвітня школа І-ІІІ ст., вчитель  |
| 6               | Власюк Людмила Іванівна       | 01.11.2010            | вища               | позапартійна                                  | Дмитрушківська с/рада, спеціаліст-землевпорядник         |
| 8               | Семченко Віра Іванівна        | 01.11.2010            | середня спеціальна | позапартійна                                  | ДНЗ «Каштан» с. Дмитрушки, вихователь                    |
| 11              | Мовчан Меланія Петрівна       | 01.11.2010            | середня спеціальна | позапартійна                                  | тимчасово не працює                                      |
| 12              | Гергун Володимир Афанасійович | 01.11.2010            | вища               | член Партії регіонів                          | Професійний аграрний ліцей м. Умань, директор            |
| 14              | Дзисюк Алла Василівна         | 01.11.2010            | вища               | позапартійна                                  | Дмитрушківська сільська рада, секретар                   |
| 15              | Гнилиця Іван Афанасійович     | 01.11.2010            | вища               | позапартійний                                 | Дмитрушківська лік. амбул., головний лікар               |
| 16              | Мовчан Ніна Іванівна          | 01.11.2010            | вища               | позапартійна                                  | Дмитрушківська загальноосвітня школа І-ІІІ ст., директор |
| Самовисування   |                               |                       |                    |                                               |                                                          |
| 2               | Гончар Наталія Миколаївна     | 01.11.2010            | середня спеціальна | позапартійна                                  | тимчасово не працює                                      |
| 5               | Загородня Людмила Анатоліївна | 01.11.2010            | вища               | позапартійна                                  | Уманська црл, біолог                                     |
| 7               | Нагорна Тетяна Василівна      | 01.11.2010            | вища               | позапартійна                                  | приватний підприємець                                    |
| 9               | Чорногуз Тетяна Володимирівна | 01.11.2010            | вища               | позапартійна                                  | Уманська міська лікарня, лікар                           |
| 10              | Фареній Людмила Володимирівна | 01.11.2010            | середня спеціальна | член Всеукраїнського об'єднання «Батьківщина» | тимчасово не працює                                      |
| 13              | Мовчан Галина Андріївна       | 01.11.2010            | вища               | позапартійна                                  | Дмитрушківська загальноосвітня школа І-ІІІ ст., вчитель  |